# 阿瓜斯-韦梅利亚斯
阿瓜斯－韦梅利亚斯是巴西米纳斯吉拉斯州的一个市镇。总面积1257.601平方公里，总人口12674人，人口密度10.1人/平方公里。